# Elezioni europee del 2009 in Ungheria
Le elezioni europee del 2009 in Ungheria si sono tenute il 7 giugno.

## Risultati
| Liste  | Liste | Gruppo | Voti      | %     | Seggi   |
| ------ | --- | ------ | --------- | ----- | ------- |
|        | Fidesz - KDNP • Fidesz - Unione Civica Ungherese (Fidesz) • Partito Popolare Cristiano Democratico (KDNP) | - PPE  | 1.632.309 | 56,36 | 14 13 1 |
|        | Partito Socialista Ungherese (MSZP)                                                                       | S&D    | 503.140   | 17,37 | 4       |
|        | Movimento per un'Ungheria Migliore (Jobbik)                                                               | NI     | 427.773   | 14,77 | 3       |
|        | Forum Democratico Ungherese                                                                               | ECR    | 153.660   | 5,31  | 1       |
|        | La Politica può essere Diversa (LMP)                                                                      | -      | 75.522    | 2,61  | -       |
|        | Alleanza dei Liberi Democratici (SZDSZ)                                                                   | -      | 62.527    | 2,16  | -       |
|        | Partito Operaio Ungherese (Munkáspárt)                                                                    | -      | 27.817    | 0,96  | -       |
|        | Forum delle Organizzazioni Ungheresi dei Rom (MCF)                                                        | -      | 13.431    | 0,46  | -       |
| Totale | Totale | Totale | 2.896.179 |       | 22      |